# 리스테리아 모노사이토제네스
리스테리아 모노사이토제네스는 작은 막대 모양의 간균이며 섬모로 운동한다. 지금까지 리스테리아병을 일으키는 박테리아로는 리스테리아 모노사이토제네스(Listeria monocytogenes)만이 알려져 있다.